# جمعية القط الدولية
جمعية القط الدولية The International Cat Association أو TICA، هي واحدة من أكبر الجمعيات التي تحافظ على سجلات القطط الأصيلة. وقد تأسست في عام 1979 م في الولايات المتحدة.